# Om Narain
Om Narain (* 17. April 1982) ist ein ehemaliger indischer Leichtathlet, der sich auf den Speerwurf spezialisiert hat.

## Sportliche Laufbahn
Om Narain einzige internationale Meisterschaftsteilnahme war im Jahr 2009, als er bei den Asienmeisterschaften in Guangzhou mit einer Weite von 75,36 m den vierten Platz im Speerwurf belegte.
2009 wurde Narain indischer Meister im Speerwurf.